# Staatliches Museum L. N. Tolstoi

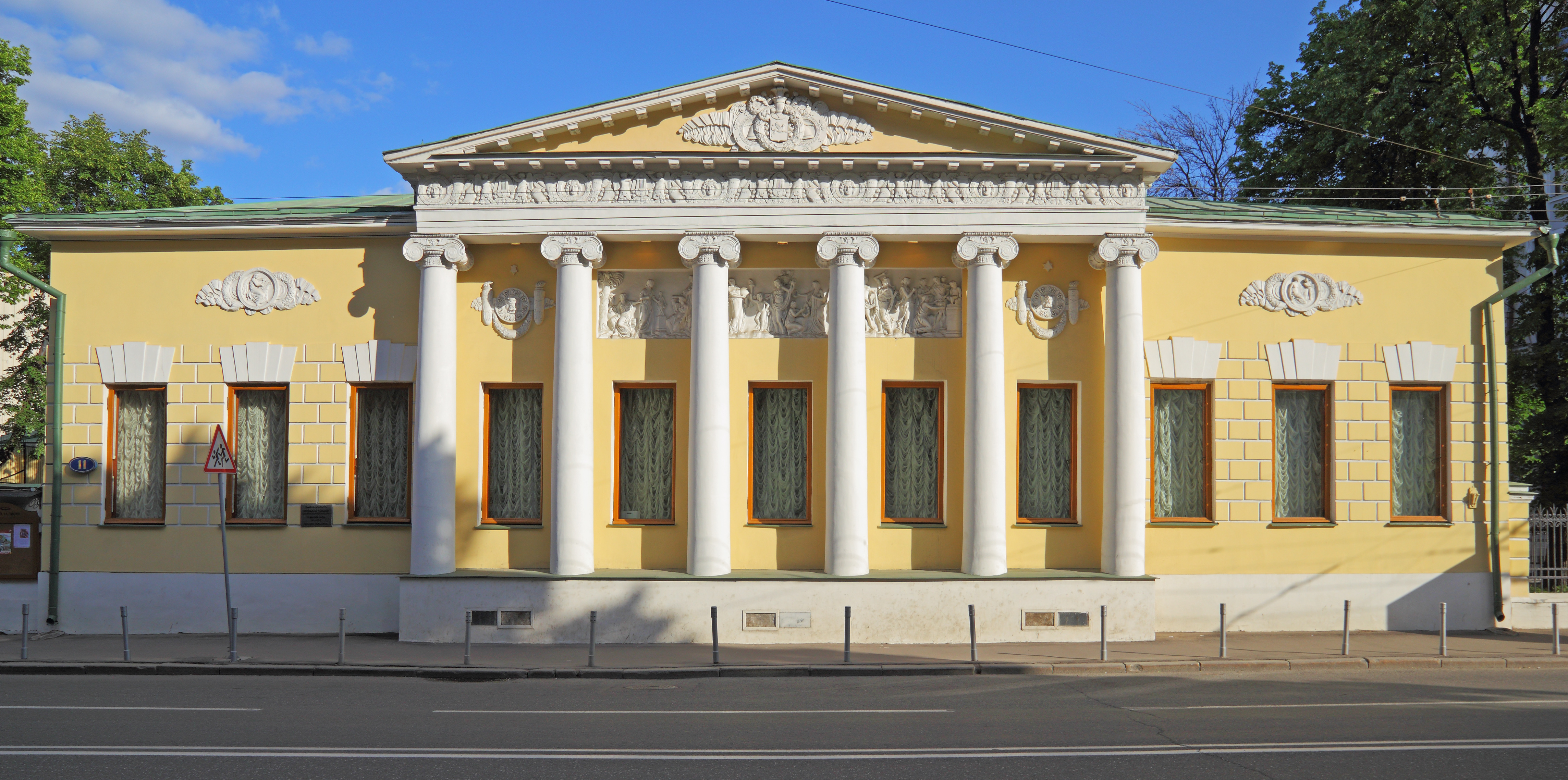
Tolstoi-Museum

Das Staatliche Museum L. N. Tolstoi (russisch Государственный музей Л. Н. Толстого), kurz Tolstoi-Museum, ist ein dem russischen Schriftsteller Lew Tolstoi gewidmetes Literaturmuseum in Moskau. Es ist Objekt des kulturellen Erbes Russlands.

## Geschichte
Nach Tolstois Tod am 7. November 1910 stellte sich die Frage nach der Bewahrung seines Erbes. Ein Jahr später organisierten Mitglieder der Tolstoi-Gesellschaft auf Initiative von Wladimir Bontsch-Brujewitsch eine Ausstellung, deren Exponate die zukünftige literarische Exposition des Museums bildeten. Eine wichtige Rolle bei der Organisation des Museums in Moskau spielten Anhänger von Lew Tolstoi wie Walentin Bulgakow, der später der erste Direktor des Museums wurde, und der Leiter der Tolstoi-Gesellschaft, Nikolai Dawidow. Das Moskauer Tolstoi-Museum wurde am 28. Dezember 1911 gegründet und befand sich ursprünglich in einer gemieteten Acht-Zimmer-Wohnung auf der Powarskaja-Straße 18.
Während der Revolution von 1917 war das Museum von der Schließung bedroht. Im Jahr 1918 stellte das Volkskommissariat für Bildung Zustimmungserklärungen für das Haus von Lew Tolstoi in Chamowniki und das Literaturmuseum in der Powarskaja-Straße aus, was die Aufrechterhaltung der Ausstellung ermöglichte. 1920 erhielten die Organisatoren des Museums eine Genehmigung für das Herrenhaus auf der Pretschistenka. Das Gebäude wurde 1817–1822 von dem Architekten Afanassi Grigorjew im Empire-Stil erbaut. Äußerlich handelt es sich um ein einstöckiges Herrenhaus, das mit einem sechssäuligen Portikus verziert ist. Die Festsäle befinden sich entlang der Hauptfassade, die Wohnräume mit niedrigen Decken sind zum Innenhof hin ausgerichtet. Die Eröffnungsfeier des Museums fand anlässlich des 10. Todestages von Tolstoi am 20. November 1920 statt. Die Eröffnungszeremonie wurde von seinem Sohn Sergei Tolstoi geleitet. 1920 wurde ein Dekret zur Verstaatlichung der Lew-Tolstoi-Ausstellung erlassen. Dem Dokument zufolge wurden das Chamowniki-Gut und das Literaturmuseum auf der Pretschistenka zu einer Einrichtung zusammengelegt. Seit 1939 war die Einrichtung unter dem Namen Staatliches Lew-Tolstoi-Museum tätig.
Das Gebäude ist seit 1995 Objekt des kulturellen Erbes Russlands und seit 2018 Kulturerbe in Moskau.

## Ausstellung

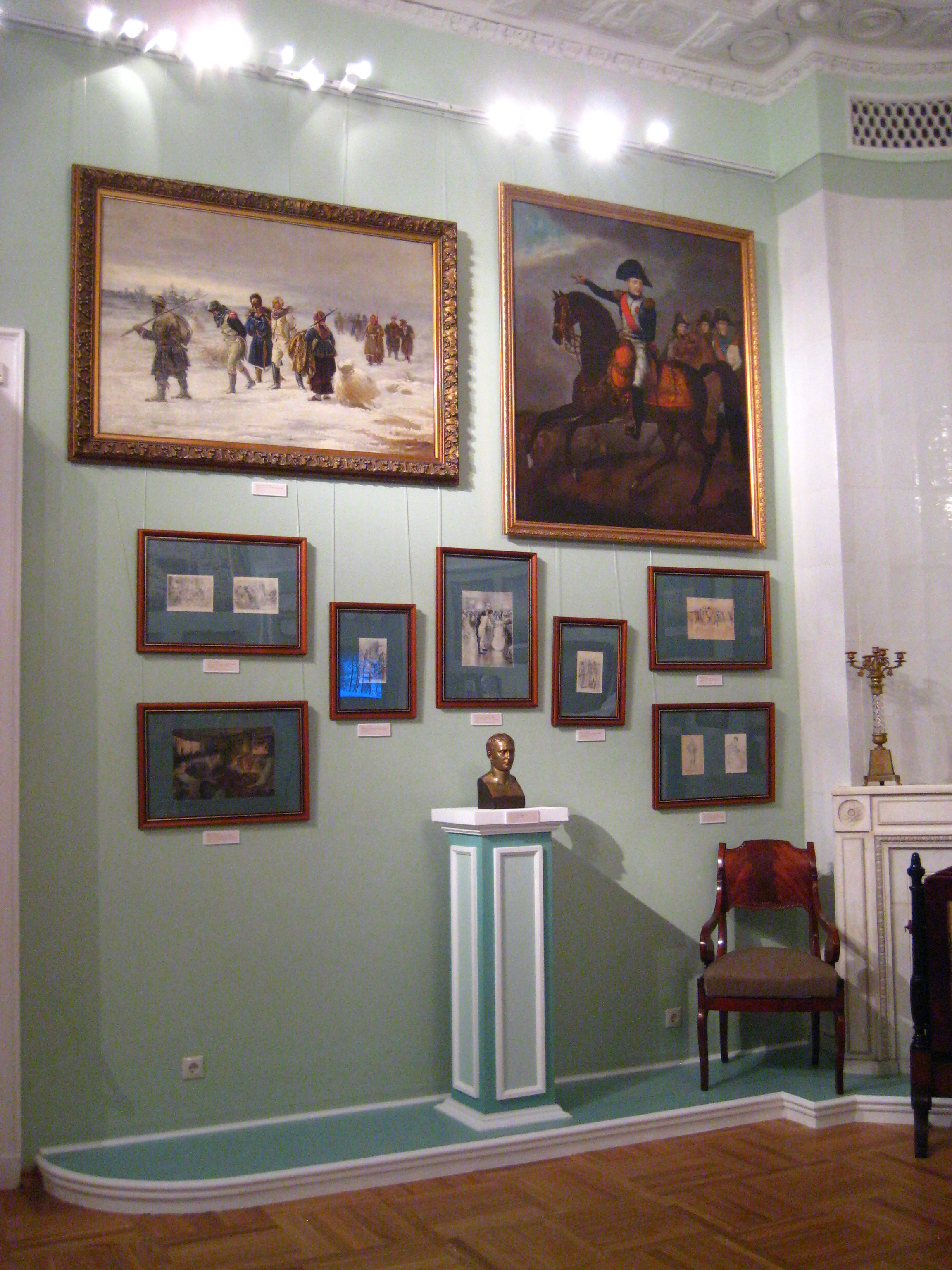
Ausstellung zum Roman Krieg und Frieden

Die Museumsausstellung ist dem literarischen Werk des Schriftstellers gewidmet und enthält Gegenstände von Anhängern seines Werks. Es gibt persönliche Gegenstände von Tolstoi, Familienreliquien und Fotografien des Schriftstellers und seiner engen Freunde. Seit 2018 ist in den Sälen des Museums eine Dauerausstellung mit dem Titel Lew Tolstoi und sein Zeitalter (russisch Л. Н. Толстой и его эпоха) zu sehen. Die Sammlung umfasst die ersten künstlerischen Skizzen des Schriftstellers aus seiner Kindheit, Ausgaben zu Lebzeiten, Illustrationen seiner Werke, Porträts, Gegenstände der angewandten Kunst sowie Erinnerungsstücke von Verwandten und Freunden des Schriftstellers. Die Ausstellung zeigt Werke auch des Malers Lewnid Pasternak, für den die Freundschaft mit Lew Tolstoi eines der zentralen Themen seines Werks war.
Das Herzstück der Ausstellung ist im Tresorraum mit allen veröffentlichten Werken von Lew Tolstoi. Die Ausstellung enthält auch die Erinnerungen des Bahnhofsvorstehers Iwan Ozolin, in dessen Haus am Bahnhof Astapowo der Schriftsteller seine letzten Tage verbrachte. In seinen Memoiren beschreibt der Ozolin die Astapow-Woche (russisch астаповскую неделю): Wie der Zug mit dem kranken Schriftsteller in der Nähe des Bahnhofs anhielt, über die Pflege von Lew Tolstoi, über den Zustrom von Journalisten und Gendarmen.

## Sonstige Aktivitäten
Das Tolstoi-Museum fungiert als Forschungszentrum, dessen Mitarbeiter regelmäßig wissenschaftliche Konferenzen, Seminare und Foren veranstalten. Darüber hinaus führt es große Ausstellungs- und Bildungsprojekte durch. 1998 hat es die Kinderakademie Gebrüder Ameise (russisch Муравейные братья) ins Leben gerufen. Das Museum organisiert eine Reihe von interaktiven Kursen, in denen Kinder Französisch, Geschichte, Logik und Präsentationsfähigkeiten erlernen. Im Jahr 2015 fand im kleinen Saal des Museums eine Wechselausstellung von Kunst- und Hochschulstudenten mit dem Titel Moskauer Adressen von Tolstoi (russisch Московские адреса Толстого) statt. Im Jahr 2016 wurde die Ausstellung Pjatigorsk, das Lew Tolstoi sah (russisch Пятигорск, видевший Льва Толстого) eröffnet. Die Exponate der Ausstellung wurden aus dem Pjatigorsker Heimatmuseum sowie aus den Sammlungen des Tolstoi-Museums zusammengetragen. Im selben Jahr wurde eine Reihe von offenen Diskussionen zum Thema Lew Tolstoi und das Kino (russisch Лев Толстой и кинематограф) abgehalten. Im Februar 2018 fand ein kreativer Abend zu Tolstois Werk Die Macht der Finsternis (russisch Власть тьмы) statt; es wurde im gleichen Jahr vom Regisseur Juri Solomin im Moskauer Maly-Theater uraufgeführt.